# Hans Bjernby
Hans Åke Bjernby, född 21 mars 1943 i Lunds stadsförsamling i Malmöhus län, är en svensk pensionerad officer i flygvapnet.

## Biografi
Bjernby avlade officersexamen vid Krigsflygskolan 1966 och utnämndes till fänrik vid flygvapnet. Han tjänstgjorde som stridslednings- och luftbevakningsofficer vid Göta flygflottilj 1966–1969 och vid Skaraborgs flygflottilj 1969–1974. Han befordrades till löjtnant 1968 och till kapten 1972. Bjernby gick Stabskursen vid Militärhögskolan 1974–1976, tjänstgjorde vid Personalavdelningen i Flygstaben 1976–1983,[källa behövs] befordrades till major 1977 och till överstelöjtnant 1981. Han var chef för Flygvapnets stridslednings- och luftbevakningsskola 1983–1985 och utnämndes till överstelöjtnant med särskild tjänsteställning 1984. Åren 1985–1991 tjänstgjorde han vid Försvarsstaben: först som stabsofficer i överbefälhavarens chefsgrupp 1985–1988[källa behövs] och sedan som chef för Personalplaneringsavdelningen i Planeringssektion 3 i Planeringsledningen 1988–1991. Han gick Högre kursen vid Försvarshögskolan 1990.[källa behövs]
År 1991 utnämndes han till överste, varefter han var chef för Flygvapnets officershögskola tillika ställföreträdande chef för Flygvapnets Halmstadsskolor 1991–1993, chefsutvecklare för flygvapnet vid Försvarsstaben 1993–1994 och chefsutvecklare för flygvapnet i Chefsförsörjningssektionen i Personalavdelningen i Gemensamma staben i Högkvarteret 1994–1995. Bjernby var försvarsattaché vid ambassaderna i Warszawa och Kiev 1995–1998 och militär - sedermera ämnessakkunnig vid Försvarsdepartementet 1998–2004.